# Könnern (stacja kolejowa)
Könnern (niem. Bahnhof Könnern) – stacja kolejowa w Könnern, w kraju związkowym Saksonia-Anhalt, w Niemczech. Stacja została otwarta w 1871. Według DB Station&Service ma kategorię 5.

## Położenie
Stacja kolejowa Könnern znajduje się na 28,5 km trasy Halle – Vienenburg. Jest także punktem wyjścia linii do Baalberge i do Rothenburga.
Znajduje się na północno-wschodnim skraju miasta, a więc około 750 metrów od centrum. Bezpośrednio do dworca przylegają ulice Am Güterbahnhof i Am Bahnhof. 
W kierunku Halle następnym przystankiem jest Domnitz, który znajduje się w odległości około sześciu kilometrów. W kierunku Vienenburga jest to przystanek Belleben (odległość 10 km) i w kierunku Baalberge przystanek Trebitz (odległość 4 km).

## Linie kolejowe
- Linia Halle – Vienenburg
- Linia Könnern – Baalberge
- Linia Könnern  – Rothenburg

## Połączenia
| Linia  | Trasa                                                               | Takt    | Przewoźnik kolejowy |
| ------ | ------------------------------------------------------------------- | ------- | ------------------- |
| HEX 4  | Halle – Könnern – Aschersleben – Halberstadt – Wernigerode – Goslar | 120 min | Transdev            |
| HEX 24 | Halle – Könnern – Aschersleben – Halberstadt                        | 120 min | Transdev            |
| HEX 47 | Halle – Halle-Trotha – Könnern – Baalberge – Bernburg               | 120 min | Transdev            |